# Grandes éxitos (album Jarabe de Palo)
Grandes éxitos (zapis stylizowany: ¿Grandes éxitos?) – piąty album muzyczny zespołu Jarabe de Palo, wydany w 2003 roku. Był to zarazem pierwszy album kompilacyjny tego zespołu.

## Utwory
Opracowano na podstawie materiału źródłowego:
1. La Flaca
2. Grita
3. Depende
4. Tiempo
5. El Bosque De Palo
6. Perro Apaleao
7. Purasangre
8. Agua
9. Completo Incompleto
10. El Lado Oscuro
11. Dos Dias En La Vida
12. De Vuelta Y Vuelta
13. Duerme Conmigo
14. Agustito Con La Vida
15. En Lo Puro No Hay Futuro
16. El Lunar De María
17. A Lo Loco Con P. Tinto